# あらせ
あらせは、宇宙科学研究所が打ち上げたジオスペース探査衛星である。計画名はERG（エルグ、英語: Exploration of energization and Radiation in Geospace）。地球近傍の放射線帯（ヴァン・アレン帯）における高エネルギー粒子の生成と消滅、磁気嵐の発達のメカニズムの解明のための観測を行う。開発・製造は日本電気が担当した。
2015年に運用終了したあけぼのの観測を実質的に引き継いだ衛星である。ひさき（SPRINT-A）に続く小型科学衛星シリーズの2機目で、2016年12月20日に内之浦宇宙空間観測所からイプシロンロケットで打ち上げられた。2018年12月に定常運用を終了し、2024年11月現在は後期運用中。

## 概要
当初計画では2015年度に打ち上げ予定であったが、事前に予見し得なかった技術的課題の解決などを理由に、打ち上げ予定が2016年度に変更され、2016年12月20日20時00分（日本標準時）に打ち上げられた。
打ち上げ成功後、JAXAはERGの愛称をあらせに決定したと発表した。ERGが荒々しい高エネルギー粒子に満ちたヴァン・アレン帯という宇宙の「荒瀬」に漕ぎ出していく衛星であること、肝付町の「荒瀬川」に鳥の美しい鳴き声に関する伝説がありコーラス（宇宙空間に存在する周波数が数kHzの可聴帯の電磁波）を観測する本衛星にふさわしいことに由来する。

## 機体構成
衛星バスにはNECとJAXAが開発したSPRINTバスを採用する。機体重量は350kgである。コンピュータシステムのRTOSは、T-Kernel 2.0がベースの航空宇宙分野向け高信頼RTOS「T-Kernel 2.0 AeroSpace（T2AS）」である。

### 観測機器[3]
- プラズマ粒子観測器（PPE）
  - イオン計測器
    - 低エネルギーイオン質量分析器（LEP-i）
    - 中間エネルギーイオン質量分析器（MEP-i）

  - 電子計測器
    - 低エネルギー電子分析器（LEP-e）
    - 中間エネルギー電子分析器（MEP-e）
    - 高エネルギー電子分析器（HEP）
    - 超高エネルギー電子分析器（XEP）
- 磁場観測器（MGF）
  - フラックスゲート方式磁力計、センサは伸展マスト先端に取付
- プラズマ波動・電場観測機器（PWE）
  - 電場観測センサ（32m×2対ワイヤーダイポールアンテナ、PWE-WPT）
  - 磁場観測センサ（3軸サーチコイル、PWE-MSC）
  - 観測エレクトロニクス（PWE-E）
- ソフトウェア型波動粒子相互作用解析装置（S-WPIA）

粒子系（電子・イオン）の観測、磁力計・伸展マストによる磁場の計測、ワイヤーアンテナによる電場の計測が行われる。電子は19eV - 2MeV、イオンは10eV - 180keVと極めて広いレンジを観測可能である。低エネルギー電子観測器（LEP-e）は台湾の中央研究院天文及天文物理研究所が開発したほか、各観測器はJAXAと国内大学が共同で開発している。磁場観測器はベピ・コロンボのみお（MMO）のものと共通である。

### 通信
- S帯[4]
  - ダウンリンク（4k/64k/0.5M/1Mbps）
  - アップリンク（4k/256kbps）
- 送受信局[3]
  - 勝浦宇宙通信所
  - 増田宇宙通信所
  - 沖縄宇宙通信所
  - マスパロマス局（スペイン領カナリア諸島）
  - ミンゲニュー局（オーストラリア）
  - サンチアゴ局（チリ）
- 受信局[3]
  - 臼田宇宙空間観測所
  - 内之浦宇宙空間観測所

## 運用

### 計画・開発段階
- 2007年度 - 戦略的開発研究経費により衛星系検討・基礎設計を実施
- 2008年度 - ミッション提案（採択されず）
- 2009年度 - ミッション再提案
  - 2009年8月5日小型科学衛星2号機候補として採択、プリプロジェクト化
- 2012年8月 - ジオスペース探査プロジェクトとしてプロジェクト化
- 2014年11月 - ミッション部総合試験開始
- 2015年
  - 4月 - 一次噛合せ試験を実施（6月18日終了）
  - 10月 - フライトモデル総合試験開始

### 打ち上げ・観測
- 2016年
  - 9月29日 - 相模原キャンパスで報道関係者向け機体公開を実施。
  - 10月3日 - 相模原キャンパスから内之浦宇宙空間観測所へ輸送開始。
  - 10月20日 - 内之浦宇宙空間観測所で報道機関向け機体公開を実施。
  - 12月20日 - 20時00分打ち上げ[9]、近地点高度約 214 km・遠地点高度約 32,250 km の楕円軌道に投入[2]。同日20時37分、サンチアゴ局で太陽電池パドルの展開が正常に行われたことを確認[9]。
- 2017年
  - 1月7日 - 軌道変更（近地点高度上昇）の完了を確認。近地点高度約 460 km、遠地点高度約 32,110 km の軌道に遷移する[2]。
  - 1月16日 - プラズマ波動・電場観測機（PWE）を構成するワイヤーアンテナの伸展を確認[12]。
  - 1月23日 - クリティカル運用期間を終了[13]。
  - 3月29日 - 定常運用への移行を発表[14]。

## ERGプロジェクト
あらせ（ERG）は宇宙空間で実測する衛星として活動するが、他に地上からの観測、シミュレーションといった3つのアプローチの様々な研究を密に連携させるERGプロジェクトという枠組みが組織されている。ISASと名古屋大学太陽地球環境研究所を中心に観測データの集約等を担うERGサイエンスセンターが設置され、30程度の大学・研究機関が参加している。
地上観測では、ネットワーク化された磁力計・レーダー等によって電離圏でのプラズマ流速・電流構造・オーロラ発光などが観測されており、地上の観測装置と衛星が連携した同時観測が実施されている。

## その他
- 本機は衛星バスを共通化するSPRINTシリーズにあたり、SPRINT-A（ひさき）に続くSPRINT-Bと表記されることがある[18]が、カスタマイズ部が多く最終的にはSPRINTの名称はほとんど使われず、衛星名称にもSPRINTを冠さずERGとなっている[7]。
- 衛星表面の断熱材には一般的によく使われる金色のMLIではなく、帯電した粒子を観測するために電気を通すブラックカプトンを使用しているため、機体の外観が主に黒色となっている[19]。また、高精度な観測を実現するために強い放射線環境への対応や衛星内部で生じる電磁ノイズの抑制（EMC要求）への対策として、放射線シールド、放射線耐性素材の採用、表面導電性の確保、電源フィルタの追加、ハーネスの二重シールド、開発プロセスを通して一貫したEMC管理など数々の工夫がされている[3][20]。